# Oberleitungsbus Stettin
Der Oberleitungsbus Stettin war ein geplantes, aber nicht umgesetztes Oberleitungsbus-Projekt in der Volksrepublik Polen. Es war die Einrichtung mindestens einer Linie im Stadtzentrum Stettins vorgesehen.

## Geschichte
Die Pläne für den Bau eines Oberleitungsbusbetriebs in Stettin gehen auf das Jahr 1953 zurück. In einem Gespräch mit dem Journalisten der Tageszeitung Kurier Szczeciński am 13. Juni 1953 kündigte der neue Direktor des Verkehrsbetriebs MZK Szczecin, Ing. Pasich, einen Plan zum Bau eines Oberleitungsbus-Systems an. Dem Plan zufolge sollten Oberleitungsbusse die bestehenden Straßenbahnlinien ergänzen. Als erstes sollte eine Ringlinie im Stadtzentrum gebaut werden, die 1954 in Betrieb genommen werden sollte. Dieser Plan wurde jedoch nicht verwirklicht, und die Stadt konzentrierte sich auf die Entwicklung von Straßenbahn- und Busverkehr. 
Die Frage der Oberleitungsbusse kam am 8. August 1985 wieder auf, als die Zeitung Kurier Szczeciński auf seinen Seiten eine Umfrage zur Anbindung der rechtsufrigen Siedlungen Słoneczne und Bukowe an den Rest der Stadt veranstaltete. Die Leser schlugen vor, eine Oberleitungsbuslinie einzurichten, aber der Verkehrsbetrieb WPKM Szczecin (Nachfolger von MZK Szczecin) lehnte diese Pläne bereits am 15. August entschieden ab und sprach sich für den Bau einer schnellen Straßenbahnlinie aus. Diese wurde erst viele Jahre später, im Jahr 2015, eröffnet.